# Crime în lanț
Crime în lanț (titlu original: Postmortem, lansat ca Obit în Regatul Unit) este un film american din 1998 regizat de Albert Pyun. Rolurile principale au fost interpretate de actorii Charlie Sheen, Ivana Miličević și Michael Halsey.

## Prezentare
Psihologul criminalist și autor american, James McGregor (Sheen), care încearcă să scape de trecutul său mutându-se în Scoția, primește un fax cu necrologul unui străin. A doua zi este arestat și acuzat de uciderea străinului, fiind forțat să colaboreze cu autoritățile locale dacă dorește să se elibereze și să oprească un criminal în serie. 

## Distribuție
- Charlie Sheen - James McGregor (men. ca - Charles Sheen)
- Michael Halsey - Inspector Balantine
- Ivana Miličević - Gwen Turner
- Stephen McCole - George Statler
- Gary Lewis - Wallace
- Dave Anderson - Captain Moore
- Phil McCall - Statler Sr.
- Ian Hanmore - Theodore Symes
- Zoë Eeles - Nurse
- Annabel Reid - Girl in Country Store
- Simon Weir - Beverly's Boyfriend
- Ian Cairns - Undertaker
- Alan Orr - tânărul George

## Producție
Filmările au avut loc în Glasgow în 1997. La un moment dat în timpul producției, Sheen a cerut să viziteze Easterhouse, una dintre cele mai dure zone din Glasgow la acea vreme, pentru a cumpăra droguri și a cerut o armă pentru a se proteja. S-a sugerat că Sheen a fost de acord cu acest film în încercarea de a încerca roluri mai serioase.